# Seleção Argentina de Futebol Feminino
A Seleção Argentina de Futebol Feminino representa a Argentina no futebol feminino internacional. Atualmente é a segunda maior força da CONMEBOL ao lado da Colômbia.

## História
A Argentina foi o primeiro país sul-americano em ter uma seleção feminina, em 1971, tendo participado do Mundialito do México naquele ano. Neste mundialito, a Argentina caiu num grupo com México e Inglaterra, estreando com uma derrota de 3-1 para o México e chegando às semifinais com uma goleada de 4-0 sobre a Inglaterra. Nas semis, derrota de 5-0 para a Dinamarca, despedindo-se com uma derrota de 4-0 para a Itália. No entanto, várias fontes creditam como primeiro jogo da Argentina a vitória por 3x2 sobre o Chile, em um amistoso em 1993.
Em 1995 a Argentina participou pela primeira vez da Copa América Feminina, terminando com o vice-campeonato do torneio, que se repetiria nas duas edições seguintes. Em 2006 a Argentina fez sua melhor campanha na história do torneio, sagrando-se campeã do torneio em casa e até hoje sendo a única seleção a não ser o Brasil a ganhar a Copa América. Após esse ano, a Argentina jamais voltaria a ficar entre as duas primeiras colocadas do torneio, ficando em quarto lugar em 2010 e 2014 e com o terceiro lugar em 2018.
Na Copa do Mundo a Argentina apareceu em três ocasiões. Em 1999 a Argentina chegou a disputar repescagem, mas perdeu a chance de ir para o mundial daquele ano ao perder os dois jogos para o México. O sonho de ir ao mundial foi concretizado em 2003, com a eliminação na fase de grupos com derrotas para Canadá por 3x0, Japão por 6x0 e para a Alemanha por 6x1, sendo a pior seleção do torneio. A campanha ridícula se repetiu no mundial seguinte, com derrotas para Alemanha por 11x0(a maior derrota da história da seleção argentina em toda a história e também uma das maiores goleadas da história do futebol feminino), para o Japão por 1x0 e para a Inglaterra por 6x1.
Após duas edições ausente, a Argentina retornou aos mundiais em 2019, realizando até então sua melhor campanha do torneio. Começou com um histórico empate sem gols com o Japão, sendo aquele o primeiro ponto da história da Argentina em copas do mundo femininas, perdeu para a Inglaterra por 1x0 e conseguiu um heróico empate em 3x3 com a Escócia, estando com chances inéditas de ir para as oitavas de finais, que posteriormente seriam sacrificadas com a vitória de Camarões sobre a Nova Zelândia por 2x1.
Nos Jogos Olímpicos, só participou em apenas uma ocasião, nos Jogos de Pequim, em 2008, quando foi eliminada na fase de grupos, com derrotas para Canadá por 2x1, Suécia por 1x0 e para a anfitriã China por 2x0.
Nos Jogos Pan-Americanos, participou de todas as edições desde 2003, com a melhor campanha sendo realizada nos jogos de Lima, em 2019, com a medalha de prata ao perder a final para a Colômbia nos pênaltis.
A rivalidade futebolística entre Argentina e Brasil no futebol feminino não pode ser comparada à dos homens, dadas as grandes diferenças entre os dois países na modalidade; O Brasil tem a clara vantagem de vitórias nas partidas entre elas e vem hospedando uma liga profissional feminina competitiva há muitos anos, enquanto a Argentina a introduziu recentemente em 2019. Além disso, o Brasil conseguiu grandes campanhas a nível internacional, como o vice-campeonato mundial de 2007 e as medalhas de prata nas olimpíadas de 2004 e 2008, enquanto a Argentina foi eliminada na fase de grupos em todas as suas 3 aparições no mundial.

## Títulos
- Copa América Feminina: 2006
- Jogos Sul-Americanos: Medalha de Ouro (2014)

## Participações

### Copa do Mundo
| Desempenho na Copa do Mundo | Desempenho na Copa do Mundo | Desempenho na Copa do Mundo | Desempenho na Copa do Mundo | Desempenho na Copa do Mundo | Desempenho na Copa do Mundo | Desempenho na Copa do Mundo | Desempenho na Copa do Mundo | Desempenho na Copa do Mundo |
| Edição                      | Fase                        | J                           | V                           | E                           | D                           | GP                          | GC                          | S                           |
| --------------------------- | --------------------------- | --------------------------- | --------------------------- | --------------------------- | --------------------------- | --------------------------- | --------------------------- | --------------------------- |
| 1991                        | Não entrou                  | Não entrou                  | Não entrou                  | Não entrou                  | Não entrou                  | Não entrou                  | Não entrou                  | Não entrou                  |
| 1995                        | Não qualificado             | Não qualificado             | Não qualificado             | Não qualificado             | Não qualificado             | Não qualificado             | Não qualificado             | Não qualificado             |
| 1999                        | Não qualificado             | Não qualificado             | Não qualificado             | Não qualificado             | Não qualificado             | Não qualificado             | Não qualificado             | Não qualificado             |
| 2003                        | Fase de grupos              | 3                           | 0                           | 0                           | 3                           | 1                           | 15                          | -14                         |
| 2007                        | Fase de grupos              | 3                           | 0                           | 0                           | 3                           | 1                           | 18                          | -17                         |
| 2011                        | Não qualificado             | Não qualificado             | Não qualificado             | Não qualificado             | Não qualificado             | Não qualificado             | Não qualificado             | Não qualificado             |
| 2015                        | Não qualificado             | Não qualificado             | Não qualificado             | Não qualificado             | Não qualificado             | Não qualificado             | Não qualificado             | Não qualificado             |
| 2019                        | Fase de grupos              | 3                           | 0                           | 2                           | 1                           | 3                           | 4                           | -1                          |
| 2023                        | Fase de grupos              | 3                           | 0                           | 1                           | 2                           | 2                           | 5                           | -3                          |
| 2027                        | A definir                   | A definir                   | A definir                   | A definir                   | A definir                   | A definir                   | A definir                   | A definir                   |
| Total                       | Fase de grupos              | 12                          | 0                           | 3                           | 9                           | 7                           | 42                          | -35                         |

### Jogos Olímpicos
| Desempenho nos Jogos Olímpicos | Desempenho nos Jogos Olímpicos | Desempenho nos Jogos Olímpicos | Desempenho nos Jogos Olímpicos | Desempenho nos Jogos Olímpicos | Desempenho nos Jogos Olímpicos | Desempenho nos Jogos Olímpicos | Desempenho nos Jogos Olímpicos | Desempenho nos Jogos Olímpicos |
| Edição                         | Fase                           | J                              | V                              | E                              | D                              | GP                             | GC                             | S                              |
| ------------------------------ | ------------------------------ | ------------------------------ | ------------------------------ | ------------------------------ | ------------------------------ | ------------------------------ | ------------------------------ | ------------------------------ |
| Atlanta 1996                   | Não qualificado                | Não qualificado                | Não qualificado                | Não qualificado                | Não qualificado                | Não qualificado                | Não qualificado                | Não qualificado                |
| Sydney 2000                    | Não qualificado                | Não qualificado                | Não qualificado                | Não qualificado                | Não qualificado                | Não qualificado                | Não qualificado                | Não qualificado                |
| Atenas 2004                    | Não qualificado                | Não qualificado                | Não qualificado                | Não qualificado                | Não qualificado                | Não qualificado                | Não qualificado                | Não qualificado                |
| Pequim 2008                    | Fase de grupos                 | 3                              | 0                              | 0                              | 3                              | 1                              | 5                              | -4                             |
| Londres 2012                   | Não qualificado                | Não qualificado                | Não qualificado                | Não qualificado                | Não qualificado                | Não qualificado                | Não qualificado                | Não qualificado                |
| Rio de Janeiro 2016            | Não qualificado                | Não qualificado                | Não qualificado                | Não qualificado                | Não qualificado                | Não qualificado                | Não qualificado                | Não qualificado                |
| Tóquio 2020                    | Não qualificado                | Não qualificado                | Não qualificado                | Não qualificado                | Não qualificado                | Não qualificado                | Não qualificado                | Não qualificado                |
| Paris 2024                     | Não qualificado                | Não qualificado                | Não qualificado                | Não qualificado                | Não qualificado                | Não qualificado                | Não qualificado                | Não qualificado                |
| Total                          | Fase de grupos                 | 3                              | 0                              | 0                              | 3                              | 1                              | 5                              | -4                             |